# Nikólaosz Jóannidisz
Nikólaosz Jóannidisz (görögül: Νικόλαος Ιωαννίδης; nemzetközi átírásban Nikolaos Ioannidis) (Remscheid, 1994. április 26. –) német születésű görög korosztályos válogatott labdarúgó, a görög Apólon Zmírnisz játékosa.

## Pályafutása
Noha Németországban született, még fiatal korában visszaköltözött családjával Görögországba, ahol az alsóbb ligás Pandramaikószban kezdte pályafutását, majd innen került az Olimbiakósz akadémiájára. A felnőttek között 2013. április 18-án debütált a görög kupában egy Panthrakikósz elleni 6-2-es győzelem alkalmával. Csereként állt be a 69. percben Kósztasz Mítroglu helyére.
2013 júliusában az akkor a német harmadosztályban szereplő Hansa Rostockcsapatához került kölcsönben egy együttműködési megállapodás keretében. 30 bajnokin hat gólig jutott a kikötővárosi csapatban, a következő fél idényt pedig a holland élvonalbeli PEC Zwollénál töltötte, ugyancsak kölcsönben. 2015. január 9-én felbontották a szerződését.
Ezt követően visszatért a német harmadosztályba, ezúttal a Borussia Dortmund II-nél jelentkezett játékra. A 2016-2017-es szezont hazája bajnokságában töltötte az Asztérasz Trípolisznál, ahol 36 első osztályú bajnokin hat gólt szerzett. 2017. július 1-jén felbontotta a szerződését, majd öt nap múlva aláírt a Diósgyőri VTK-hoz. Szeptember 16-án megszerezte első bajnoki gólját a Paks ellen 4–2-re elvesztett mérkőzésen, az 50. percben Ugrai Roland szemfüles labdaszerzését váltotta gólra. Két héttel később a Videoton ellen a 78. percben Makrai Gábor beállása után egy percen belül passzából volt eredményes, a mérkőzést 3–2-re elvesztették. Október 14-én a Vasas ellen 5–0-ra megnyert mérkőzésen a 77. percben állította be a végeredményt. Egy héttel később a bajnoki címvédő Budapest Honvéd ellen léptek pályára és a 93. percben a megítélt büntetőt értékesítette, így 2–1-re nyertek. A magyar élvonalban 35 bajnokin ötször volt eredményes.
2018. augusztus 31-én a portugál Marítimo igazolta le.

## Statisztika
2018. augusztus 25-én frissítve.
| Klub                              | Szezon         | Bajnokság     | Bajnokság | Kupa          | Kupa  | Egyéb         | Egyéb | Nemzetközi kupa | Nemzetközi kupa | Összesen      | Összesen |
| Klub                              | Szezon         | Pályára lépés | Gólok     | Pályára lépés | Gólok | Pályára lépés | Gólok | Pályára lépés   | Gólok           | Pályára lépés | Gólok    |
| --------------------------------- | -------------- | ------------- | --------- | ------------- | ----- | ------------- | ----- | --------------- | --------------- | ------------- | -------- |
| Olimbiakósz                       | 2012–13        | 0             | 0         | 1             | 0     | 0             | 0     | 0               | 0               | 1             | 0        |
| Olimbiakósz                       | Összesen       | 0             | 0         | 1             | 0     | 0             | 0     | 0               | 0               | 1             | 0        |
| Hansa Rostock (kölcsönben)        | 2013–14        | 30            | 6         | —             | —     | —             | —     | 0               | 0               | 30            | 6        |
| Hansa Rostock (kölcsönben)        | Összesen       | 30            | 6         | —             | —     | —             | —     | 0               | 0               | 30            | 6        |
| PEC Zwolle (kölcsönben)           | 2014–15        | 4             | 0         | 2             | 0     | 1             | 0     | 1               | 0               | 8             | 0        |
| PEC Zwolle (kölcsönben)           | Összesen       | 4             | 0         | 2             | 0     | 1             | 0     | 1               | 0               | 8             | 0        |
| Borussia Dortmund II (kölcsönben) | 2014–15        | 17            | 1         | —             | —     | —             | —     | 0               | 0               | 17            | 1        |
| Borussia Dortmund II (kölcsönben) | 2015–16        | 6             | 1         | —             | —     | —             | —     | 0               | 0               | 6             | 1        |
| Borussia Dortmund II (kölcsönben) | Összesen       | 23            | 2         | —             | —     | —             | —     | 0               | 0               | 23            | 2        |
| Asztérasz Trípolisz               | 2015–16        | 10            | 2         | 1             | 0     | 0             | 0     | 0               | 0               | 11            | 2        |
| Asztérasz Trípolisz               | 2016–17        | 26            | 4         | 7             | 2     | 0             | 0     | 0               | 0               | 33            | 6        |
| Asztérasz Trípolisz               | Összesen       | 36            | 6         | 8             | 2     | 0             | 0     | 0               | 0               | 44            | 8        |
| Diósgyőr                          | 2017–18        | 30            | 5         | 4             | 2     | 0             | 0     | 0               | 0               | 34            | 7        |
| Diósgyőr                          | 2018–19        | 5             | 0         | 0             | 0     | 0             | 0     | 0               | 0               | 5             | 0        |
| Diósgyőr                          | Összesen       | 35            | 5         | 4             | 2     | 0             | 0     | 0               | 0               | 39            | 7        |
| Karrier összes                    | Karrier összes | 128           | 19        | 15            | 4     | 1             | 0     | 1               | 0               | 145           | 23       |

## Sikerei, díjai

### Klub
Olimbiakósz
- Görög kupagyőztes: 2012–13

PEC Zwolle
- Holland szuperkupa-győztes (1): 2014

## Külső hivatkozások
- Nikólaosz Jóannidisz adatlapja a Transfermarkt oldalán (angolul)
- Nikólaosz Jóannidisz adatlapja a Soccerway oldalon (angolul)
- Nikólaosz Jóannidisz a fussballdaten.de oldalán (németül)